# Distrito de Nogent-sur-Seine
El distrito de Nogent-sur-Seine es un distrito (en francés arrondissement) de Francia, que se localiza en el departamento de Aube, de la región de Champaña-Ardenas (en francés Champagne-Ardenne). Cuenta con 6 cantones y 82 comunas.

## División territorial

### Cantones
Los cantones del distrito de Nogent-sur-Seine son:
1. Cantón de Marcilly-le-Hayer
2. Cantón de Méry-sur-Seine
3. Cantón de Nogent-sur-Seine
4. Cantón de Romilly-sur-Seine-1
5. Cantón de Romilly-sur-Seine-2
6. Cantón de Villenauxe-la-Grande

### Comunas
| 1. Avant-lès-Marcilly (10020)            | 2. Avon-la-Pèze (10023)              | 3. Barbuise (10031)                    | 4. Bercenay-le-Hayer (10038)          |
| 5. Bessy (10043)                         | 6. Boulages (10052)                  | 7. Bourdenay (10054)                   | 8. Bouy-sur-Orvin (10057)             |
| 9. Champfleury (10075)                   | 10. Chapelle-Vallon (10082)          | 11. Charmoy (10085)                    | 12. Charny-le-Bachot (10086)          |
| 13. Chauchigny (10090)                   | 14. Châtres (10089)                  | 15. Courceroy (10106)                  | 16. Crancey (10114)                   |
| 17. Dierrey-Saint-Julien (10124)         | 18. Dierrey-Saint-Pierre (10125)     | 19. Droupt-Saint-Basle (10131)         | 20. Droupt-Sainte-Marie (10132)       |
| 21. Faux-Villecerf (10145)               | 22. Fay-lès-Marcilly (10146)         | 23. Ferreux-Quincey (10148)            | 24. Fontaine-Mâcon (10153)            |
| 25. Fontaine-les-Grès (10151)            | 26. Fontenay-de-Bossery (10154)      | 27. La Fosse-Corduan (10157)           | 28. Les Grandes-Chapelles (10166)     |
| 29. Gumery (10169)                       | 30. Gélannes (10164)                 | 31. Longueville-sur-Aube (10207)       | 32. La Louptière-Thénard (10208)      |
| 33. Maizières-la-Grande-Paroisse (10220) | 34. Marcilly-le-Hayer (10223)        | 35. Marigny-le-Châtel (10224)          | 36. Marnay-sur-Seine (10225)          |
| 37. Mesgrigny (10234)                    | 38. Mesnil-Saint-Loup (10237)        | 39. Montpothier (10254)                | 40. La Motte-Tilly (10259)            |
| 41. Le Mériot (10231)                    | 42. Méry-sur-Seine (10233)           | 43. Nogent-sur-Seine (10268)           | 44. Origny-le-Sec (10271)             |
| 45. Orvilliers-Saint-Julien (10274)      | 46. Ossey-les-Trois-Maisons (10275)  | 47. Palis (10277)                      | 48. Pars-lès-Romilly (10280)          |
| 49. Plancy-l'Abbaye (10289)              | 50. Planty (10290)                   | 51. Plessis-Barbuise (10291)           | 52. Pont-sur-Seine (10298)            |
| 53. Pouy-sur-Vannes (10301)              | 54. Prunay-Belleville (10308)        | 55. Prémierfait (10305)                | 56. Périgny-la-Rose (10284)           |
| 57. Rhèges (10316)                       | 58. Rigny-la-Nonneuse (10318)        | 59. Rilly-Sainte-Syre (10320)          | 60. Romilly-sur-Seine (10323)         |
| 61. Saint-Aubin (10334)                  | 62. Saint-Flavy (10339)              | 63. Saint-Hilaire-sous-Romilly (10341) | 64. Saint-Loup-de-Buffigny (10347)    |
| 65. Saint-Lupien (10348)                 | 66. Saint-Martin-de-Bossenay (10351) | 67. Saint-Mesmin (10353)               | 68. Saint-Nicolas-la-Chapelle (10355) |
| 69. Saint-Oulph (10356)                  | 70. Salon (10365)                    | 71. La Saulsotte (10367)               | 72. Savières (10368)                  |
| 73. Soligny-les-Étangs (10370)           | 74. Trancault (10383)                | 75. Traînel (10382)                    | 76. Vallant-Saint-Georges (10392)     |
| 77. Villadin (10410)                     | 78. Villenauxe-la-Grande (10420)     | 79. La Villeneuve-au-Châtelot (10421)  | 80. Viâpres-le-Petit (10408)          |
| 81. Échemines (10134)                    | 82. Étrelles-sur-Aube (10144)        |                                        |                                       |